# Градус (предприятие)
„Градус“ АД е българско птицевъдно предприятие със седалище в Стара Загора.
Към 2018 година „Градус“ е най-големият производител на месо в страната (с пазарен дял около 35% при птичето месо) и вторият по големина производител на разплодни яйца в Европейския съюз. „Градус“ произвежда птиче месо и птичи колбаси (под марката „Градус“), колбаси от свинско месо (под марката „Аз ям!“), разплодни яйца и еднодневни бройлери, както и фуражи, главно за собствена употреба.
Предприятието води началото си от 1992 година, когато братята Лука Ангелов и Иван Ангелов започват дейността си в птицевъдния сектор. През следващите години те развиват широка дейност, организирана в няколко отделни търговски дружества. В края на 2017 година те са реорганизирани, като собствеността им е концентрирана в новосъздадено холдингово дружество, акции на което от лятото на 2018 година се предлагат на Българската фондова борса.
Дейността на „Градус“ се извършва от шест дъщерни предприятия:
- „Градус – 1“ ЕООД – производство на месо и месни продукти в Стара Загора и транспортна поддръжка
- „Градус – 3“ АД – производство на фураж в Нова Загора
- „Градус – 98“ АД – отглеждане на родители и производство на разплодни яйца в птицеферми в Червена вода и Русе (квартал Средна кула)
- „Жюлив“ ЕООД – излюпване на пилета в Болярско и угояване на пилета във Войводово
- „Лора – 2004“ ЕООД – угояване на пилета в Маджерито
- „Милениум 2000“ АД – отглеждане на родители и производство на разплодни яйца и угояване на пилета в Чирпан, Рупките, Нова Загора, Болярско, Зимница и Езеро